# カンペン (オーファーアイセル州)
カンペン （オランダ語: Kampen [ˈkɑmpə(n)] ( 音声ファイル)）は、オランダ東部のオーファーアイセル州にある基礎自治体（ヘメーンテ）。人口50,073人（2010年）。中世にはハンザ同盟に加盟していた都市であった。
自治体内にある同名の市街地も、本記事で取り扱う。

## 概要
カンペンはオーファーアイセル州の北西部に位置しており、この地域では最大の都市である。エイセル川の下流域にあり、中世にはハンザ同盟の加盟都市として繁栄した。面積は161.84平方キロメートルである。
基礎自治体としてのカンペンの人口は、50,073人（2010年1月1日）である。そのうち、自治体と同名の市街地であるカンペン地区の人口は、34,063人である。
カンペンの古い町の中心部は、オランダの昔の街並みがもっともよく保たれている地区のひとつである。古い市壁の遺跡があり、3つの市門がいまだに残っている。数多くの教会堂がある。また、カンペン地区と対岸のエイセルマイデン地区を結ぶエイセル川の3つの橋や、ドルデ・ズヴァルフェル（d'Olde Zwarver）という風車も有名である。
カンペンの人々が話す言語はサラント語が変化したものであり、カンペルス（Kampers）の名で知られている。

## 地理
カンペンは、オランダ中東部にある、南はヘルダーラント州、西はフレヴォラント州、北はドレンテ州とフリースラント州に囲まれ、東はドイツと国境を接するオーファーアイセル州に属している。カンペン自身も、東こそ同じオーファーアイセル州のズヴァルテヴァーテルラントとズヴォレだが、南はヘルダーラント州のハッテムとオルデブルーク、西はフレヴォラント州のドロンテン、北は同じくフレヴォラント州の北東ポルダー（ノールトーストポルダー）といったように、他州の自治体に囲まれている。
市街地であるカンペン地区は、エイセル川の河口に位置している。同地区の対岸にある、エイセル川沿いのエイセルマイデン地区は、自治体内では2番目に大きい市街地である。自治体内には、他にフラーフホルスト（Grafhorst）、スヘーレンブルーク（'s-Heerenbroek）、カンペルフェーン（Kamperveen）、ヴィルスム（Wilsum）、ザルク（Zalk）という5つの集住地区がある。

## 歴史

### 中世
現在のカンペンの地には、1150年までには既に木造の家屋群が存在していた。しかし、カンペンの名が記録に現れるのは、1277年になってからである。この都市は、1236年、都市権を獲得した。ゾイデル海とライン川を結ぶ賑やかな交易ルートに面しているという地の利により、質素な集落は交易で栄える町へと急速に発展し、やがて北西ヨーロッパで最も強力で有数の都市のひとつへと変貌した。14世紀、カンペンは、ユトレヒト司教ヤン・ファン・アルケルと取引し、マステンブルーク干拓地に換えて、エイセル川の三角州「エイセルデルタ」（IJsseldelta）を拡張する権利を手に入れた。
1430年以降、エイセル川の土砂の堆積が進んだことにより、カンペンの繁栄は次第に翳りを見せるようになった。カンペンは長きにわたり、ハンザ同盟内では普通に行われているような、連合を組んだり、他の都市に対して経済的、政治的に譲歩することには消極的であった。しかしこうした姿勢は、ホラント州 (en) がハンザ同盟と戦争を始めたときに終わりを告げた。カンペンは、戦争でどちらの味方をするか選択を強いられたのである。カンペンはもともとバルト海貿易に重きを置いており、ライン川の奥地とも交易を行っていたので、1441年にハンザ同盟に正式に加盟することとなった。ハンザ同盟において、カンペンは強い影響力を持っており、エイセル川の下流域の町や他の加盟都市の大反対があったにもかかわらず、1448年には同盟はカンペンに対してエイセル川の架橋に同意した。架橋作業はちょうど5か月で完了した。架橋により、カンペンは内陸地域とより緊密な関係を築くことを期待していた。

### 近世以後

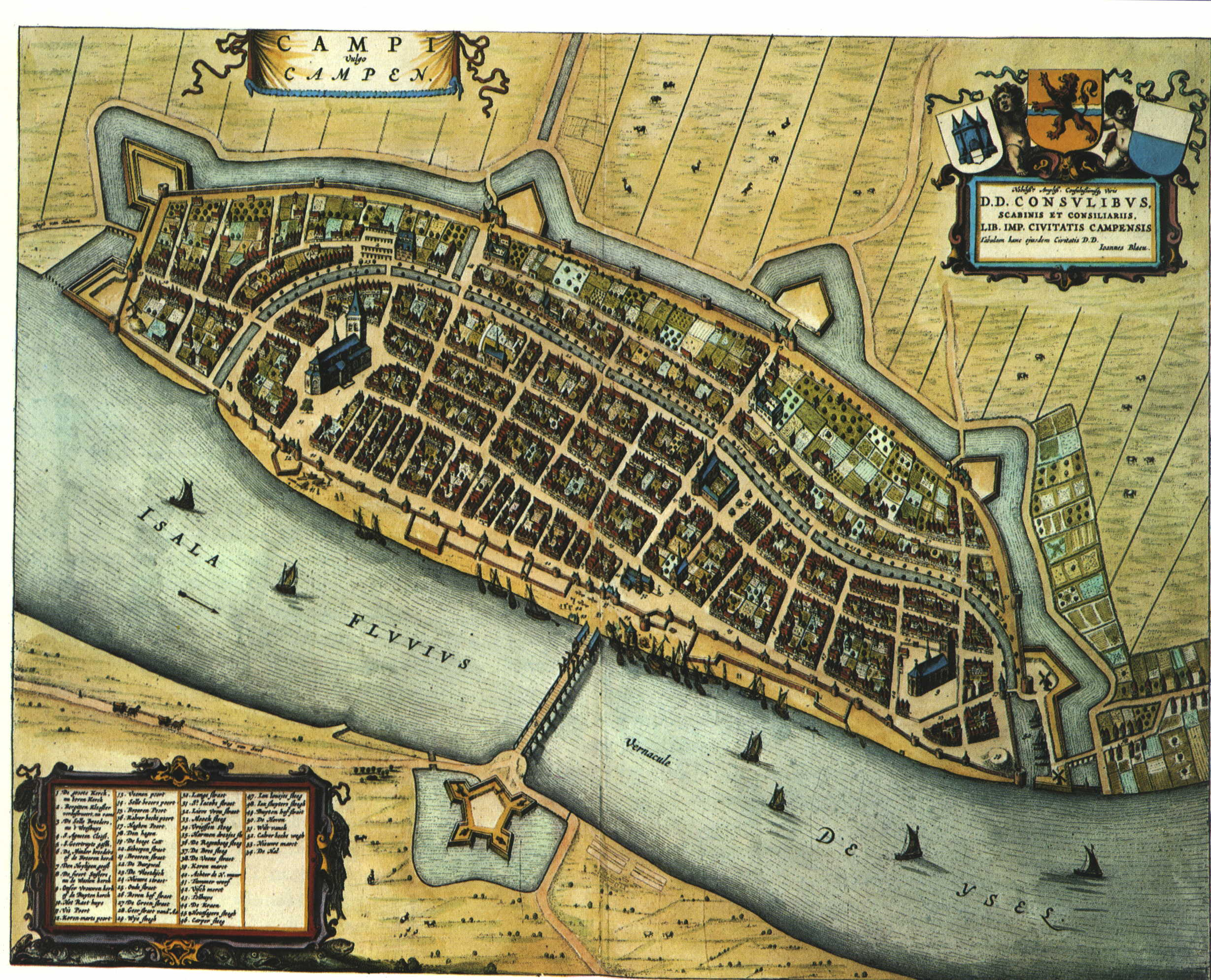
カンペンの地図 （1652年）

1568年、八十年戦争（オランダ独立戦争）が始まると、カンペンにも戦火が及んだ。1572年8月11日、スペインの支配を受けていたカンペンは、オラニエ公ウィレムの義兄ウィレム・ファン・デン・ベルフに攻略された。しかし11月15日、ズトフェン虐殺事件の後、カンペンは自ら降服し、スペイン側に戻った。1578年、カンペンはヘオルヘ・ファン・ラライングが率いる軍に攻囲され、再びオランダ側の手に移った。この時期カンペンは、エイセル川の三角州「エイセルデルタ」（IJsseldelta）を拡張する権利を持っていたおかげで、河口に成長しつつあったカンペレイラント島の所有者であることができた。1500年以降、島は賃貸に出されていたが、その賃貸収入があまりに莫大であったおかげで、カンペンは増税する必要がなかった。その後、1672年に始まったオランダ侵略戦争（ネーデルラント連邦共和国対フランス王国・スウェーデン・バルト帝国・ミュンスター司教・ケルン大司教・イングランド王国）により、カンペンの強大な力は完全に失われた。
カンペンの名が再び知られるようになるのは、19世紀になってからである。カンペンは周囲の湿地帯に土砂が堆積しており、水深が浅いため、海からたどり着くのは困難であった。18世紀以前、エイセル川は何度か浚渫工事が実施されていたが、工事コストが比較的高い上、川は土砂の堆積により2～3年のうちに元に戻ってしまっていた。また、エイセル川はここで流れが扇状に分岐して、河口がいくつにも分かれており、川の主要な流れは何度か移動した。19世紀になって、この問題に対して新たな方策がとられた。いくつかの川のルートを堰き止めることによって、主要な流れを1本か2本に絞り、水量を増やし、流速を高めるというものだった。これには、堆積する砂やシルトの量が減り、結果として川が「自分で自分を掃除する」というメリットがあった。この新方策の立役者となったのが、都市建築家のニコラース・プロンプ（Nicolaas Plomp）であった。彼は、現在のカンペン地区のエイセル川河岸一帯の仕事に携わったほか、水力工学の仕事にも関わった。また、19世紀には、新しい産業が勃興し、道路や鉄道が経済に果たす役割が重要になり、これまでの砂道や泥道に替わり高速道路や舗装道路が整備されるようになった。

## 政治・行政

### 姉妹都市
- エイラート （イスラエル）
- ゾースト （ドイツ）
- マイナーツハーゲン （ドイツ）
- パーパ (en)  （ハンガリー）

## 文化

### 美術館・博物館
- カンペン市立博物館（Stedelijk Museum Kampen） - 建物の建設は14世紀末にまでさかのぼる。

### その他
- カンペン市立公会堂（Stadsgehoorzaal Kampen） - 1891年建設。

## 宗教

### 教会・寺院
- バイテン教会（Buitenkerk） - 14世紀に建設。
- ビュルフヴァル教会（Burgwalkerk） - 新古典主義様式。19世紀に建設。
- ブルーデル教会（Broederkerk） - 14世紀に建設。
- ボーフェン教会（Bovenkerk） - ゴシック様式の大聖堂の建設は14、15世紀にさかのぼる。

## 観光・憩い

### 建築

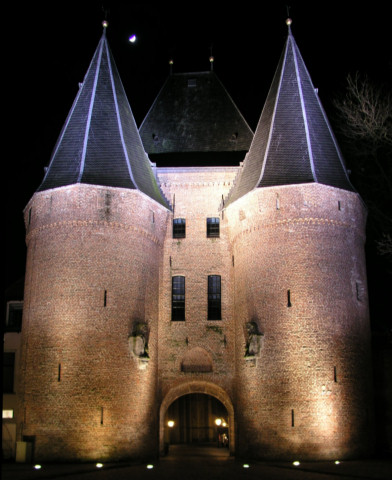
夜のコールンマルクトス門

- コールンマルクトス門（Koornmarktspoort） - 現存する3つの市門のひとつ。14世紀頃建設。
- セレブルーデルス門（Cellebroederspoort） - 現存する3つの市門のひとつ。1465年建設。1617年、ルネサンス様式で再建。
- デ・オリファント（De Olifant） - 古いタバコ工場。今なお19世紀の設備を使ってタバコを製造している。
- ドルデ・ズヴァルフェル（d' Olde Zwarver） - 1842年に建設された風車。
- ニーヴェ・トーレン（Nieuwe Toren） - 1648年から1664年にかけて建設された塔。
- ブルーデル門（Broederpoort） - 現存する3つの市門のひとつ。1465年建設。1615年、ルネサンス様式で再建。
- ホーティス・ハイス （Gotisch huis） - ゴシック様式の住宅。1500年頃建設。
- リネンヴェフェルスポールチェ（Linnenweverspoortje） - 1165年に建設された修道院の門。

### 祭事・イベント
- カンペル・アイダーハ （Kamper ui(t)dag） - 毎年夏に開催される祭り。その名は、昔話でカンペンの住民が愚か者として描かれていることにちなむ。
- カンペル・ストリプスペクターケル （Kamper Stripspektakel） - 漫画のイベント。毎年8月第3土曜日に開催。
- ケルスト・イン・アウト・カンペン （Kerst in Oud Kampen） - クリスマス[注 2]前の週末に開催されるイベント。路上ではミュージカルが演じられ、19世紀中頃の装いをした人たちが町を練り歩く。
- セイル・カンペン （Sail Kampen） - 3年おきに開催される船の祭典。
- フルカラー・フェスティバル （Full Color Festival） - 毎年夏に開催。

## 著名な出身者
- ヤープ・スタム （サッカー選手）

## 著名な居住者
- ヘンドリック・アーフェルカンプ （画家）